# Kalvåg
Kalvåg är en tätort i Bremangers kommun i Vestland fylke i västra Norge. Orten ligger på ön Frøya, vid den yttre änden av fylkesväg 616.